# Castelcivita

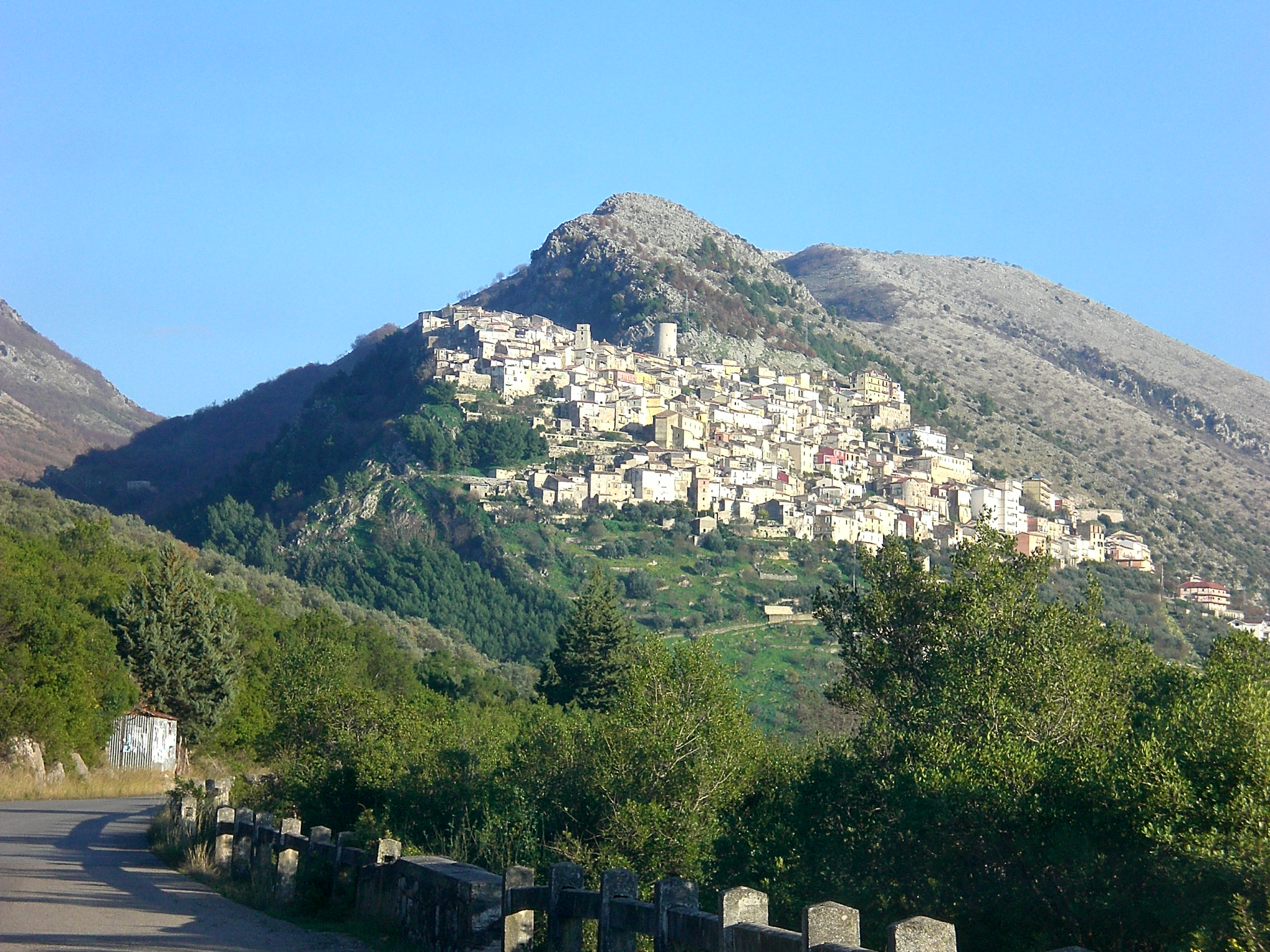
Blick auf Castelcivita

Castelcivita ist eine italienische Gemeinde mit 1404 Einwohnern (Stand: 31. Dezember 2023) in der Provinz Salerno in der Region Kampanien. Der Ort liegt im Nationalpark Cilento und Vallo di Diano und ist Teil der Comunità Montana Alburni.

## Geografie
Der Ort liegt am nordwestlichen Hang der Monti Alburni. Die Nachbargemeinden sind  Albanella, Altavilla Silentina, Aquara, Controne, Ottati, Postiglione, Roccadaspide  und Sicignano degli Alburni. Die Ortsteile (Frazioni) sind Cosentini und Serra.

## Sehenswürdigkeiten
Der Ort ist auch bekannt für eines der größten Höhlensysteme Europas, der Grotte von Castelcivita.

## Söhne und Töchter
- Pasquale Cascio (* 1957), Erzbischof von Sant’Angelo dei Lombardi-Conza-Nusco-Bisaccia